# Engraulisoma taeniatum
Engraulisoma taeniatum és una espècie de peix de la família dels caràcids i de l'ordre dels caraciformes.

## Morfologia
- Els mascles poden assolir 4,2 cm de llargària total.[3]

## Hàbitat
Viu en zones de clima tropical.

## Distribució geogràfica
Es troba a Sud-amèrica: conques dels rius Napo i Paraguai.